# Mitar Minić
Mitar Minić, bosansko-srbski general, * 6. oktober 1918, † 15. februar 1989.

## Življenjepis
Med vojno je bil poveljnik bataljona 6. vzhodnobosanske brigade, poveljnik Romanijskega odreda, poveljnik 20. romanijske brigade,...
Po vojni je bil načelnik štaba divizije, načelnik štaba vojaškega področja, načelnik oddelka v upravi SSNO,..